# جامعة دونغ إيه
جامعة دونغ إيه (هانغل: 동아대학교) هي جامعة خاصة في بوسان، كوريا الجنوبية. تعتبر الجامعة الخاصة الوحيدة وواحدة من جامعتين بهما كلية الطب وكلية الحقوق في بوسان، ثاني أكبر مدينة في كوريا الجنوبية.

## التاريخ
في أغسطس 1947، تقدمت المنظمة التي تأسست لإنشاء كلية دونغ إيه، جنبًا إلى جنب مع الدكتور جاي-هوان جيونج، بطلب إلى وزارة التعليم للحصول على إذن لتأسيس مؤسسة دونغ إيه. تم منح الإذن وافتتحت المؤسسة كلية دونغ إيه ككلية مدتها أربع سنوات في 30 ديسمبر 1947 مع خمسة أقسام مقسمة إلى مدرستين: مدرسة الفنون الليبرالية والعلوم الطبيعية وكلية الحقوق. تأسست أقسام مثل التاريخ واللغة الإنجليزية في منتصف الخمسينيات من القرن الماضي. تم الانتهاء من المكتبة المركزية في عام 1957. في الوقت الحاضر، يوجد بالجامعة 9 مدارس عليا و 11 كلية بما في ذلك 28 قسمًا و 13 قسمًا مع 55 تخصصًا.
تأسس متحف جامعة دونغ إيه في عام 1959. واعتبارًا من عام 2007، تضم مجموعته أكثر من 30000 قطعة أثرية، من بينها كنزان وطنيان و 10 كنوز. وقد نشرت أكثر من 75 تقريرًا أثريًا وتعرض سنويًا مواد جديدة في المعرض المشترك الذي ترعاه الرابطة الكورية للمتاحف الجامعية.
من بين الخريجين العديد من وزراء الحكومة الكورية بالإضافة إلى قادة الشركات الكورية الكبرى.

## الحياة الدراسية
يتم تقديم برامج البكالوريوس الشاملة بالجامعة من خلال 12 كلية، تغطي مجالات من التربية البدنية والعلوم الطبيعية والهندسة إلى العلوم الاجتماعية والقانون والطب. بالإضافة إلى كلية الدراسات العليا العامة، هناك ثماني مدارس عليا متخصصة: دراسات شمال شرق آسيا، وإدارة الأعمال، والتعليم، والصناعة، والاتصال الجماهيري، وعلوم السياسة، والقانون والشرطة، والفنون.
البرامج الأكاديمية للطلاب الجامعيين والخريجين في علم الآثار، والتي يتم تقديمها من خلال أقسام علم الآثار وتاريخ الفن ومتحف جامعة دونغ إيه، هي الأكثر شهرة في كوريا.[بحاجة لمصدر]

## الحرم الجامعي
يوجد في جامعة دونغ إيه حرم جامعي في سيونغهاك و جوديوك و بومين.

### حرم سيونغهاك الجامعي
يقع حرم سيونغهاك الجامعي على منحدرات جبل سيونغهاك، حيث يمكن للمرء أن يطل على أولسوك دو، وهي جزيرة صغيرة تضم الطيور المهاجرة بالقرب من مصب نهر ناكدونغ. بمساحة إجمالية تبلغ 704،917 مترًا مربعًا، يستوعب حرم جامعة سونغهاك مكاتب إدارة الجامعة ومكاتب الكليات مثل كلية العلوم الإنسانية وكلية العلوم الطبيعية وكلية علم البيئة البشرية وكلية إدارة الأعمال وكلية الموارد الطبيعية وعلوم الحياة، وكلية الهندسة، وكلية التربية الرياضية. حرم سيونغهاك الجامعي هو موقع لأربع كليات للدراسات العليا: كلية الدراسات العليا في إدارة الأعمال، وكلية الدراسات العليا في التربية، وكلية الدراسات العليا للمعلومات الصناعية، بالإضافة إلى 18 معهدًا بحثيًا، و 18 منظمة فرعية.

### حرم جوديوك
يقع حرم جوديوك الجامعي على بعد 20 دقيقة من الحرم الجامعي الآخر ويقع عند سفح جبل جوديوك ومتنزه دايشين سيتيزنز. يقع الحرم الجامعي بجانب مدخل غابات كثيفة لحديقة دايشين سيتيزن. تبلغ مساحة الحرم الجامعي 45.542 متر مربع. توجد هنا ثلاث كليات ومدرستين للدراسات العليا بما في ذلك كلية العلوم الاجتماعية، وكلية الآداب، وكلية الطب، وكلية الاتصال الجماهيري، وكلية الدراسات العليا للرعاية الاجتماعية. بالإضافة إلى ذلك، يستضيف حرم جوديوك 7 معاهد بحثية فرعية ومؤسستين فرعيتين. يلعب المركز الطبي بجامعة دونغ إيه دورًا طبيًا رائدًا في البحث والعلاج في منطقتي بوسان وكيونغ سانغ نام دو. [بحاجة لمصدر]
يحتوي حرم جوديوك الجامعي على بعض من أقدم المباني في الجامعة، بما في ذلك مبنى متحف جامعة دونغ إيه. كان من المقرر أن تنتقل قاعات العرض بالمتحف إلى مبنى محاكم القانون القديم الفخم في حرم بومين الجامعي وإعادة افتتاحه في سبتمبر 2007.

### حرم بومين الجامعي
يقع حرم بومين الجامعي في الجزء المركزي من قلب مدينة بوسان القديم. يستوعب هذا الحرم الجامعي كلية الحقوق وكلية الدراسات العليا للقانون والشرطة وكلية الدراسات العليا لدراسات شمال شرق آسيا ومركز التعليم المستمر للبالغين. يضم حرم بومين أيضًا مختبرات بحثية في متحف جامعة دونغ إيه.

## الكليات

### حرم سيونغهاك الجامعي
- كلية العلوم الإنسانية
- كلية العلوم الطبيعية
- كلية الهندسة
- كلية الموارد الطبيعية وعلوم الحياة
- كلية العلوم الصحية
- كلية التصميم والبيئة
- كلية الآداب والرياضة

### حرم جوديوك
- كلية الطب
- كلية التمريض

### حرم بومين الجامعي
- كلية إدارة الأعمال
- كلية العلوم الاجتماعية
- كلية الأعمال العالمية
- كلية سيوك دانغ الشرفية

### مدارس الخريجين
- كلية الدراسات العليا لدراسات شمال شرق آسيا
- كلية الدراسات العليا في إدارة الأعمال
- كلية الدراسات العليا في التربية
- كلية الدراسات العليا للمعلومات الصناعية
- كلية الدراسات العليا في الاتصال الجماهيري
- كلية الدراسات العليا للرعاية الاجتماعية
- كلية الدراسات العليا للقانون والشرطة
- كلية الدراسات العليا في الآداب